# ゼーフェンベルゲン
ゼーフェンベルゲン（Zevenbergen、ゼーフェンベルヘン）は、オランダ・北ブラバント州ムールデイクにある町である。ブレダの近くに位置する。

## 歴史
ゼーフェンベルゲンという地名は「七つの山」を意味し、ローマ帝国の時代に天然の要害となった丘に由来すると考えられている。ただし、実際の丘の数は七つではなかったようである。1964年から1965年にかけて行われた考古学的発掘調査によれば、青銅器時代にはうち二つの丘が存在していたことが分かった。
19世紀半ばから20世紀末にかけて、ゼーフェンベルゲンは三つの工場で生産される砂糖で知られた。砂糖の輸送のため、鉄道が敷かれ、運河の終端となる港を持つことになった。
1864年からの数年間、画家フィンセント・ファン・ゴッホがこの町の寄宿学校で学んだことが知られている。
1997年までは独立した基礎自治体であったが、同年、フェイナールト・エン・ハイニンゲン (Fijnaart en Heijningen)、クルンデルト (Klundert) 、スタンダールバイテン (Standdaarbuiten)、ウィレムスタト (Willemstad) と合併した。合併後の名称は当初「ゼーフェンベルゲン」であったが、1998年に「ムールデイク」に変更された。

## 交通
オランダ鉄道のゼーフェンベルゲン駅がある。オランダに現存する駅舎の中でも最も古い建物の一つである。